# Bao bì thực phẩm

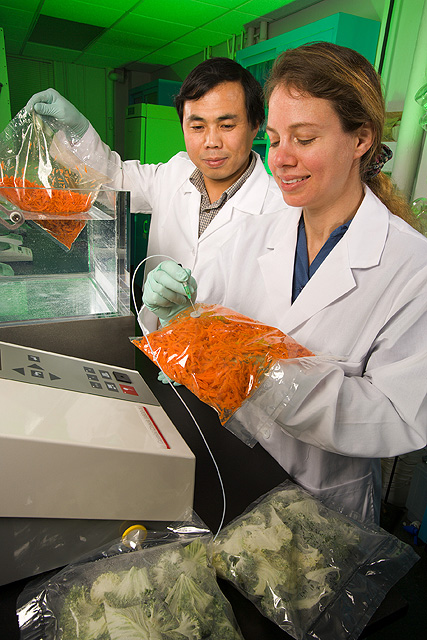
Đóng gói bao bì thực phẩm

Bao bì thực phẩm (Food packaging) là loại bao bì chuyên dùng để chứa đựng, bao bọc các loại thực phẩm, chúng là một hệ thống đóng gói bao bì và nhãn bao bì được thiết kế riêng cho thực phẩm và là một trong những khía cạnh quan trọng nhất trong số các quy trình liên quan đến ngành công nghiệp thực phẩm, vì nó bảo vệ sản phẩm khỏi các biến đổi về mặt hóa học, sinh học và vật lý. Mục đích chính của bao bì thực phẩm là cung cấp phương tiện thiết thực để bảo vệ và vận chuyển hàng hóa thực phẩm với chi phí hợp lý, đồng thời đáp ứng nhu cầu và mong đợi của cả người tiêu dùng và ngành công nghiệp. Ngoài ra, các xu hướng hiện tại như tính bền vững, giảm tác động môi trường và kéo dài thời hạn sử dụng đã dần trở thành một trong những khía cạnh quan trọng nhất trong việc thiết kế hệ thống đóng gói. Trên thị trường có các cách phân loại bao bì phổ biến gồm bao bì giấy, bao bì nhựa, đồ chứa bằng thủy tinh, bao bì kim loại. 
Bao bì giấy (bọc giấy) có ưu điểm thân thiện với môi trường do có khả năng tái chế, lành tính và không gây độc hại đến sức khỏe con người. Tuy nhiên, chúng chỉ được sử dụng một lần cũng như độ bền thấp, dễ bị rách toạc. Bao bì nhựa khá phổ biến hiện nay do độ bền cao, dễ tạo hình vì độ dẻo và nhất là chi phí sản xuất thấp nhưng khó phân hủy và tùy loại nhựa có thể gây hại cho sức khỏe người tiêu dùng. Khi đóng gói với bao bị nhựa (ni-lông) ngày nay thì người ta còn sử dụng kỹ thuật hút chân không để giúp bảo quản thực phẩm lâu hơn. Bao bì nhựa ngày nay phổ biến loại màng bọc thực phẩm tiện dụng. Đồ đựng bằng thủy tinh mang đến cho người dùng trải nghiệm cảm giác sang trọng do có tính thẩm mỹ cao nhưng chúng đặc biệt dễ vỡ tan. Bao bì kim loại được sử dụng phổ biến với các loại thức ăn chế biến sẵn, đóng hộp giúp thực phẩm đựng bên trong có thể được bảo quản trong một thời gian dài mà không lo bị hỏng.

## Hình ảnh

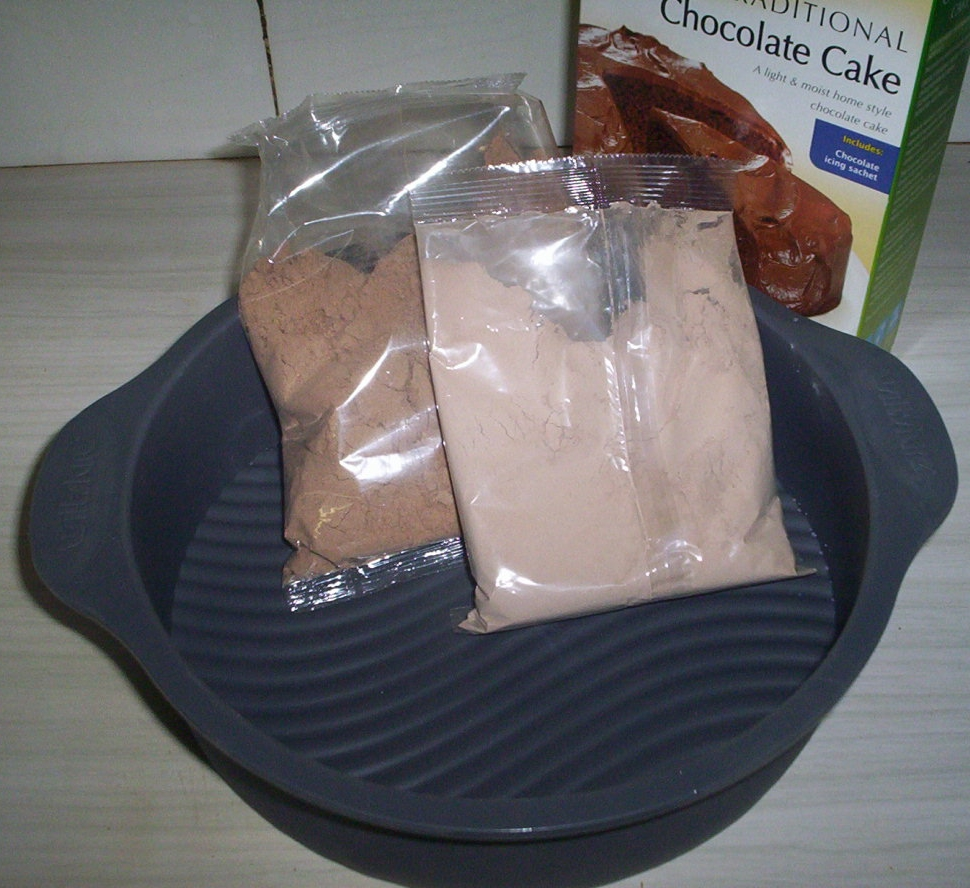
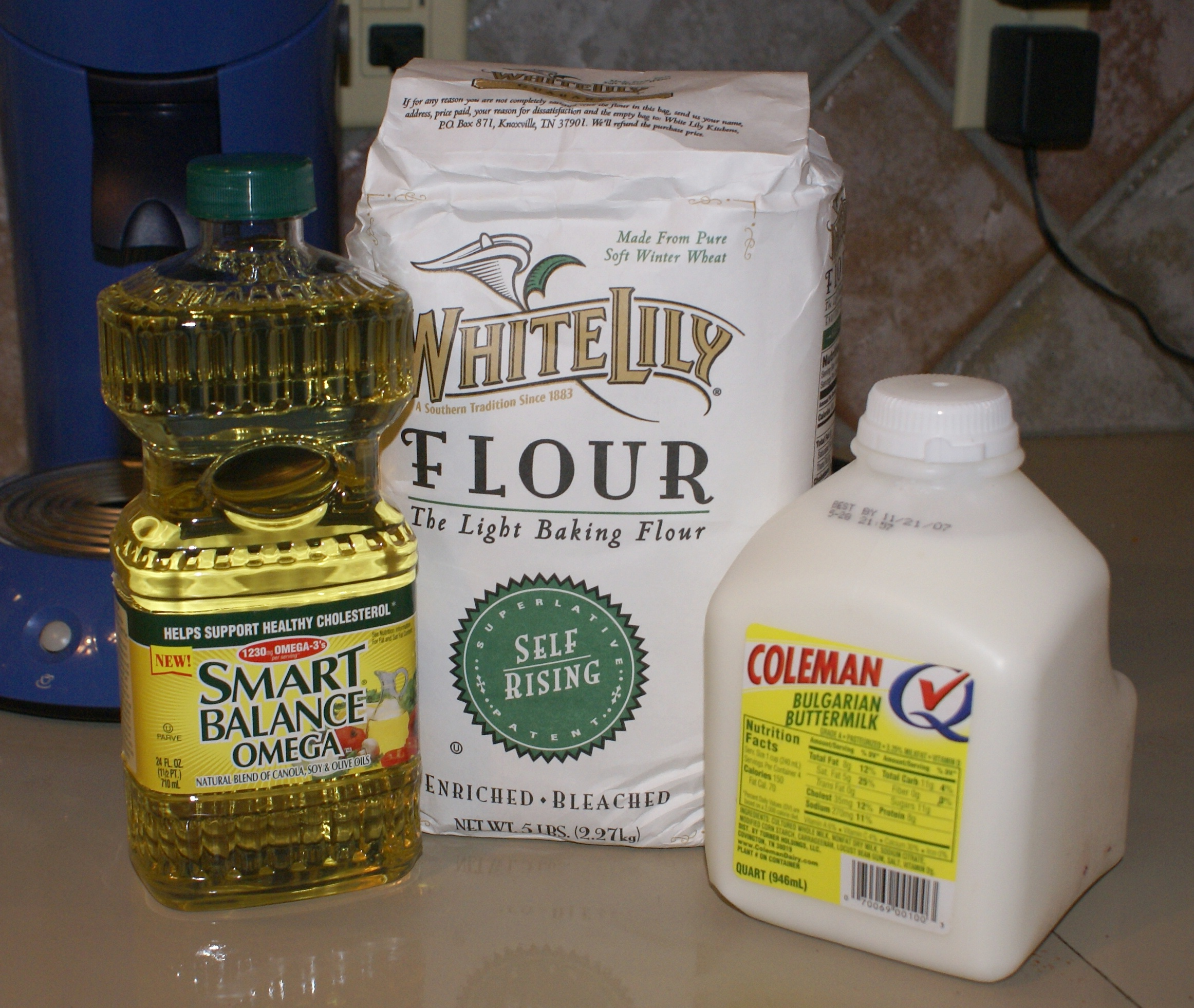
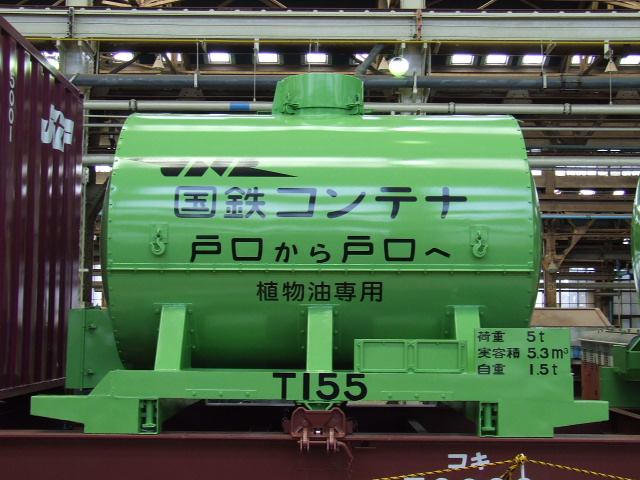
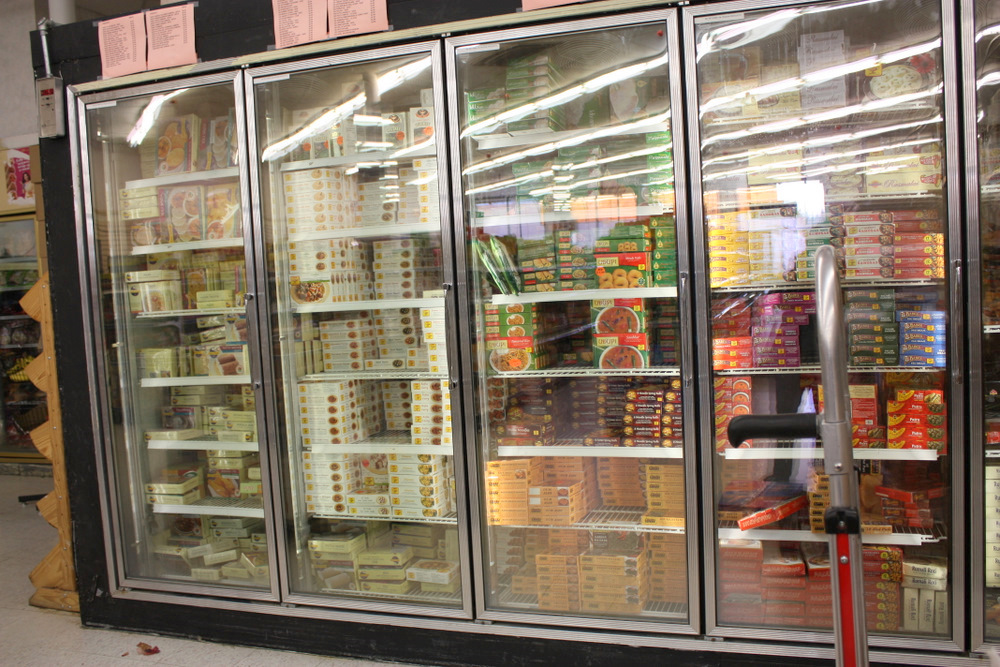
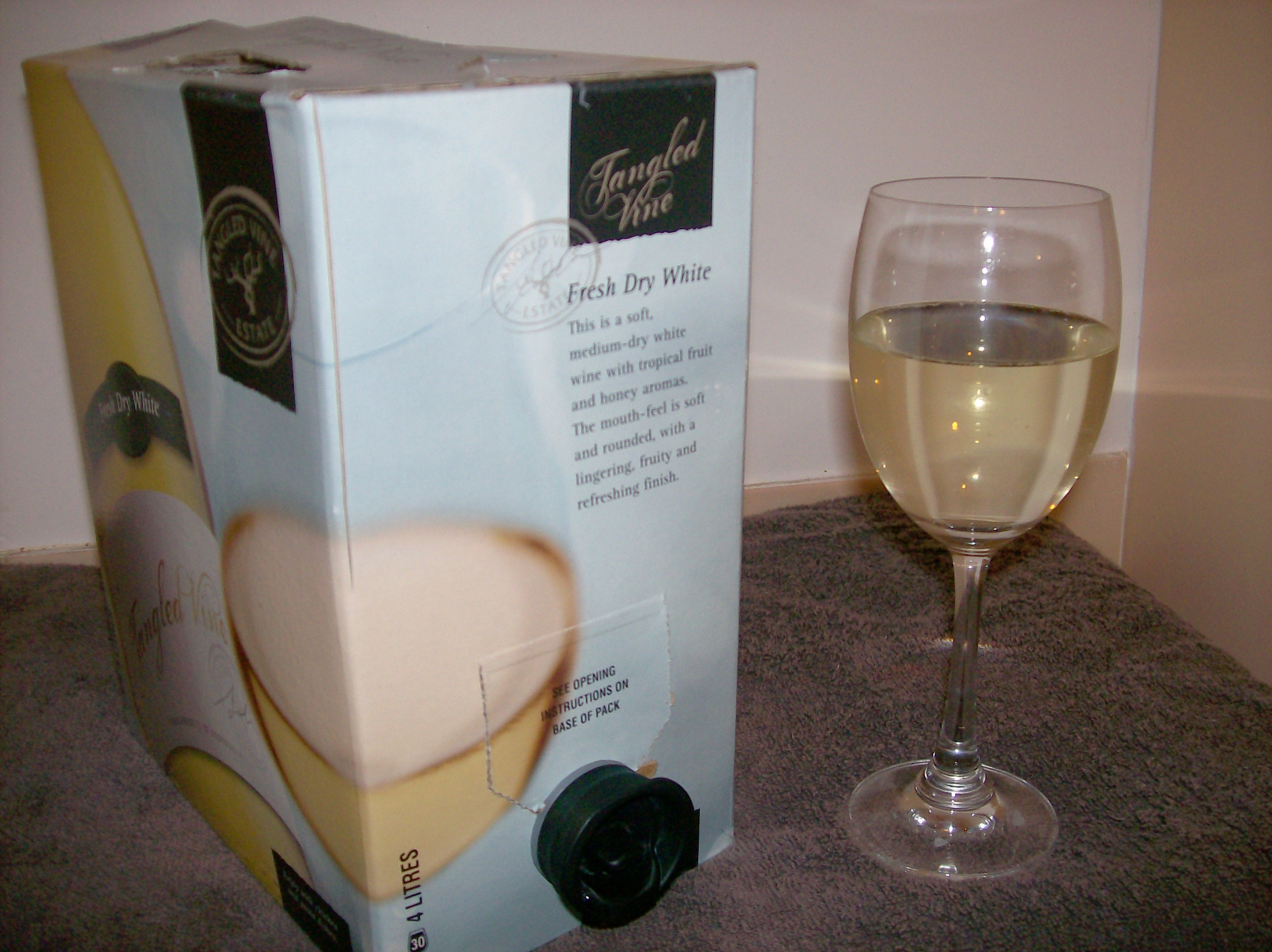
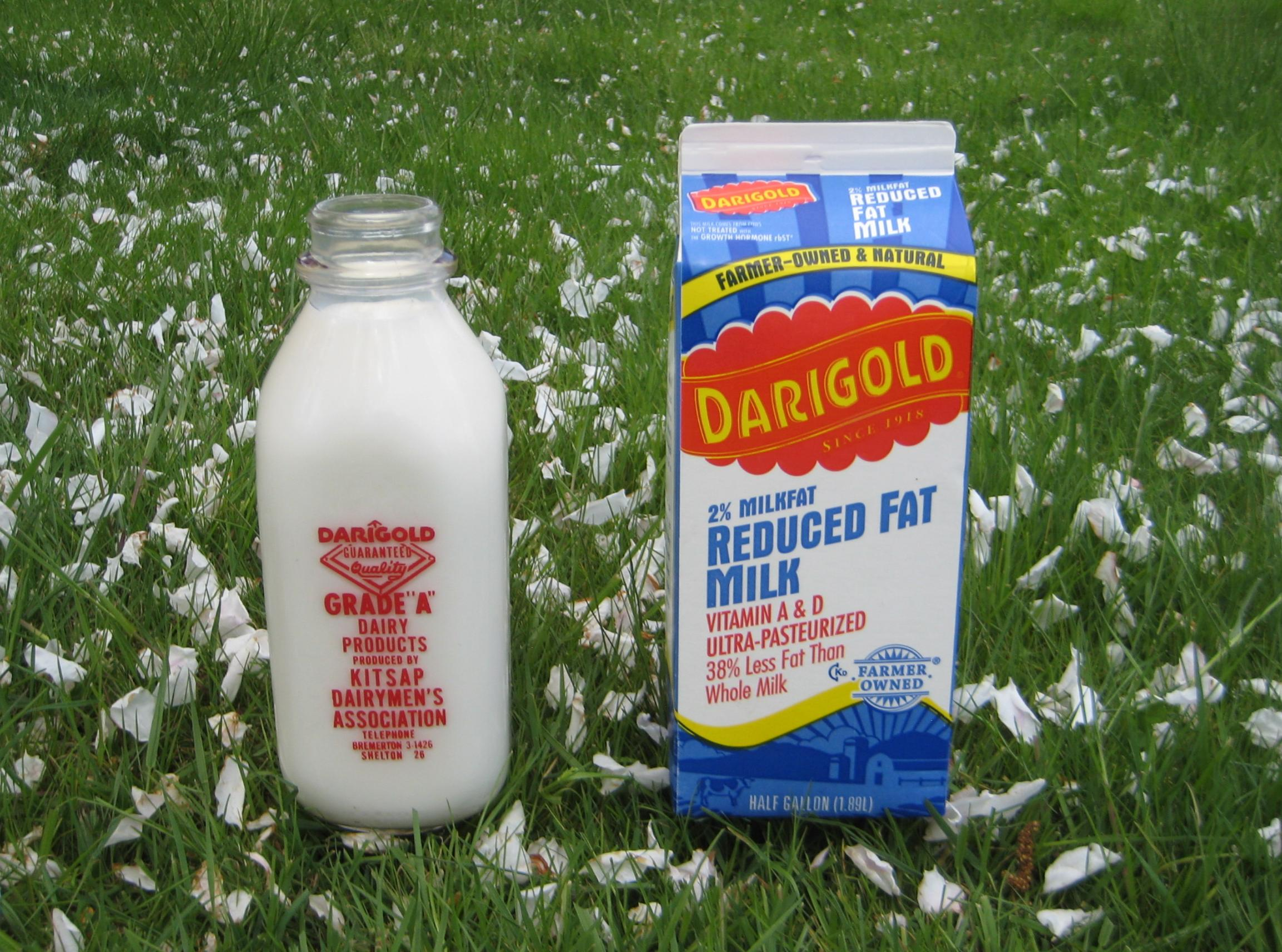
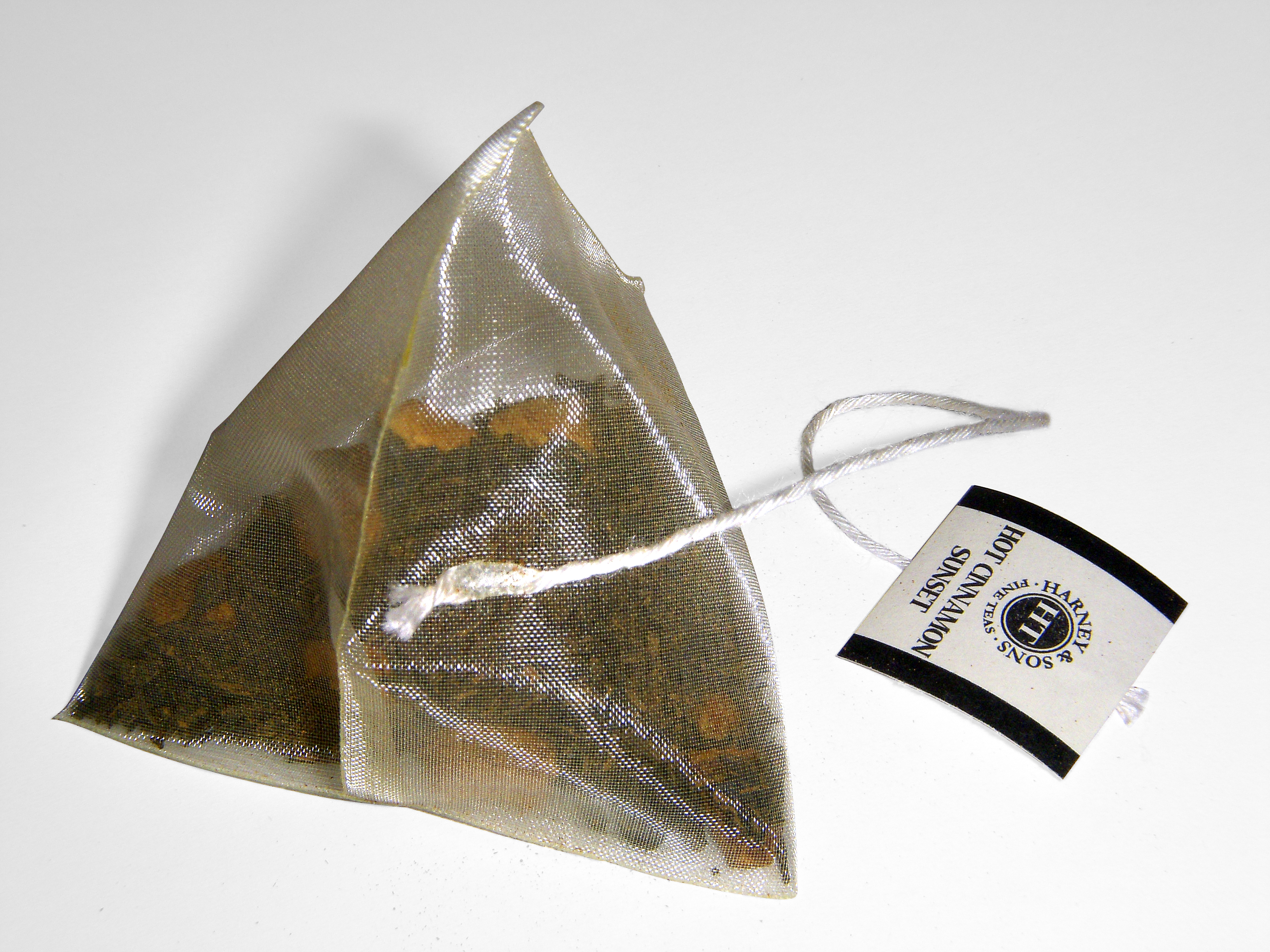
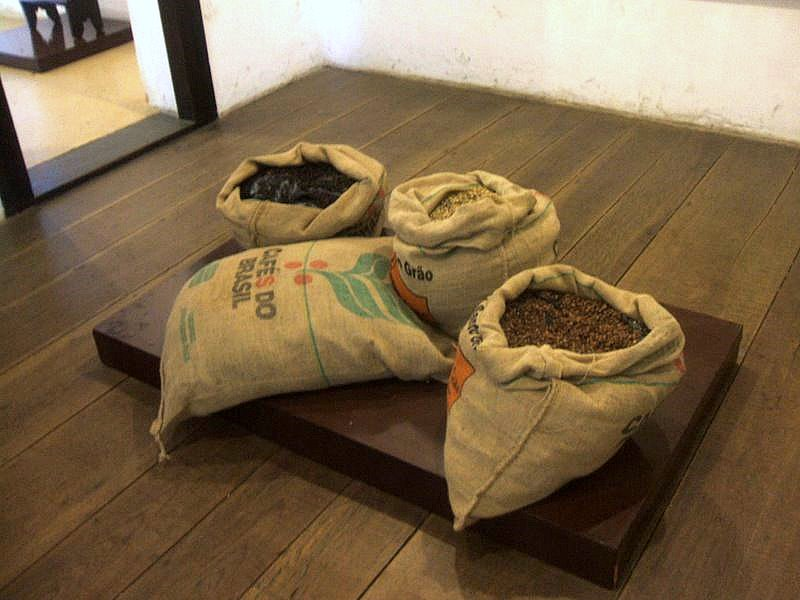
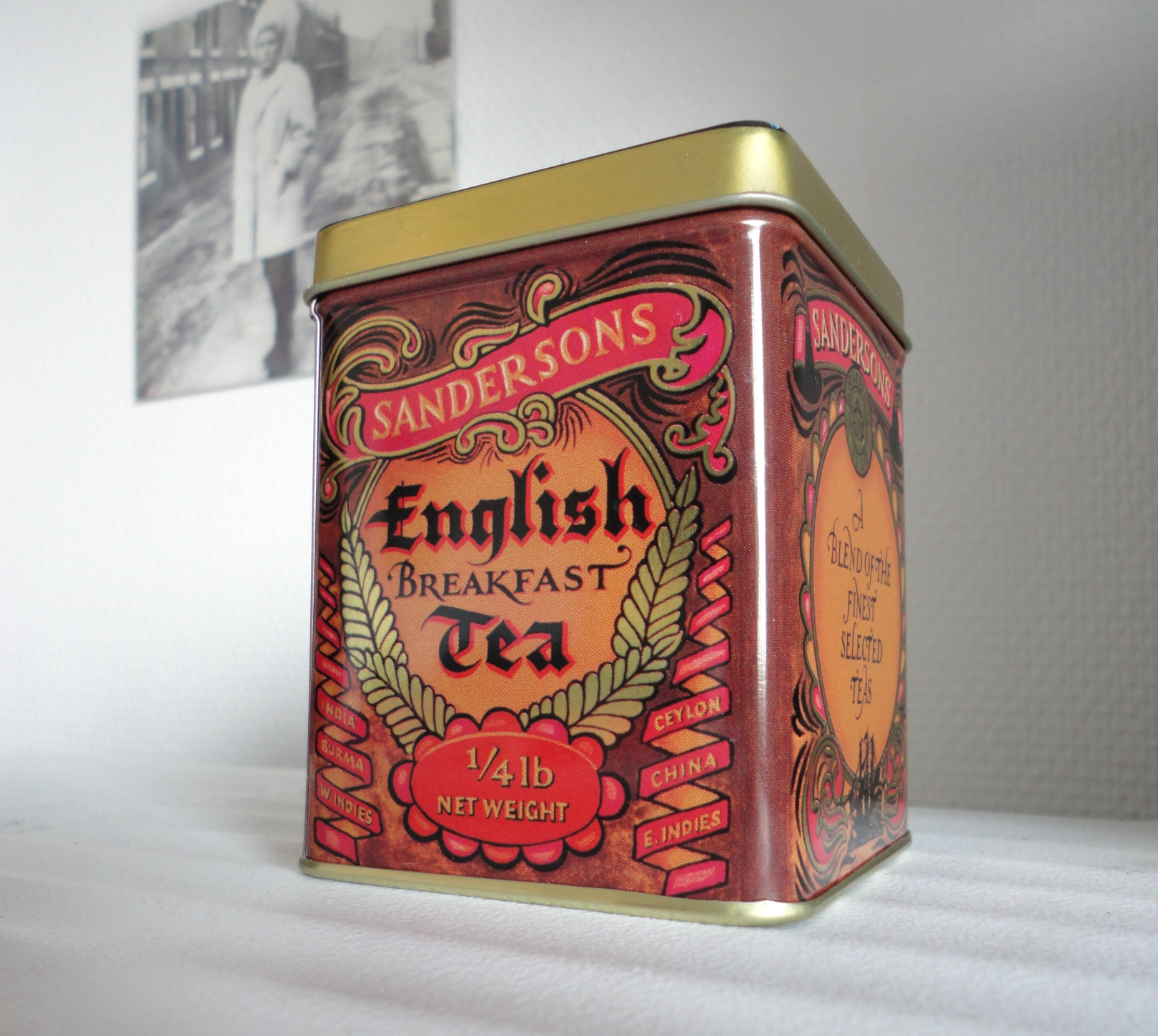
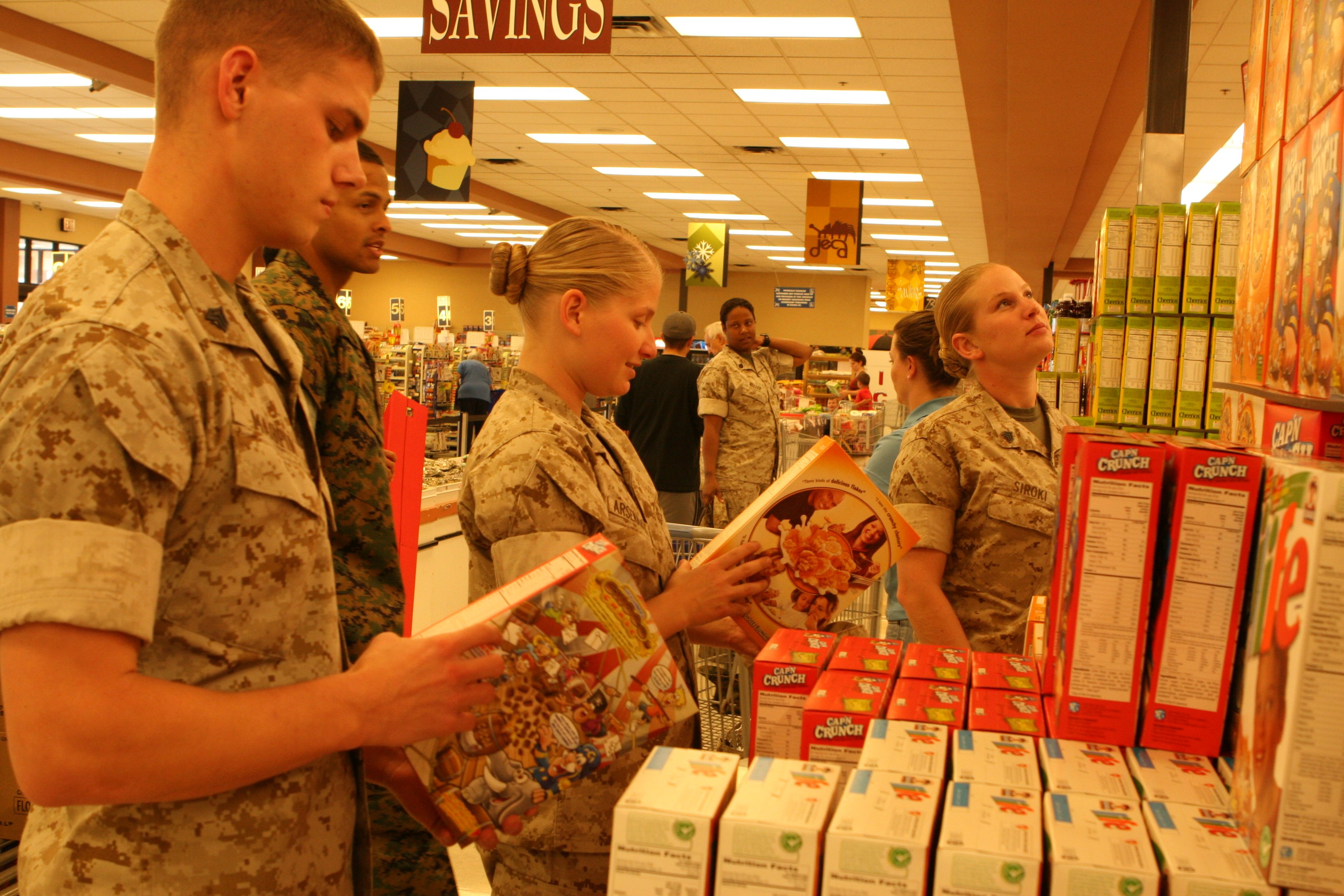
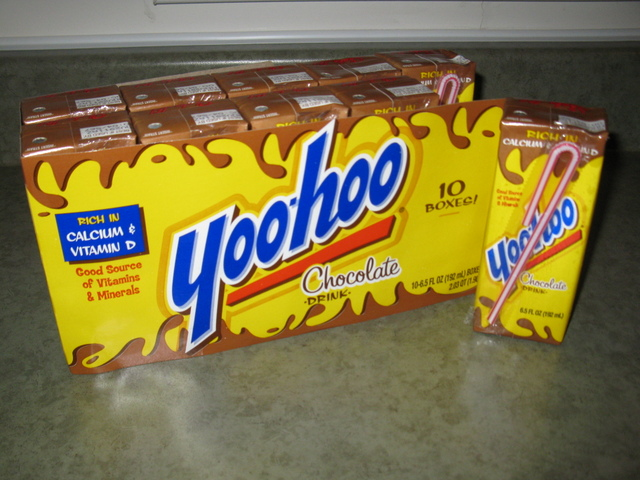
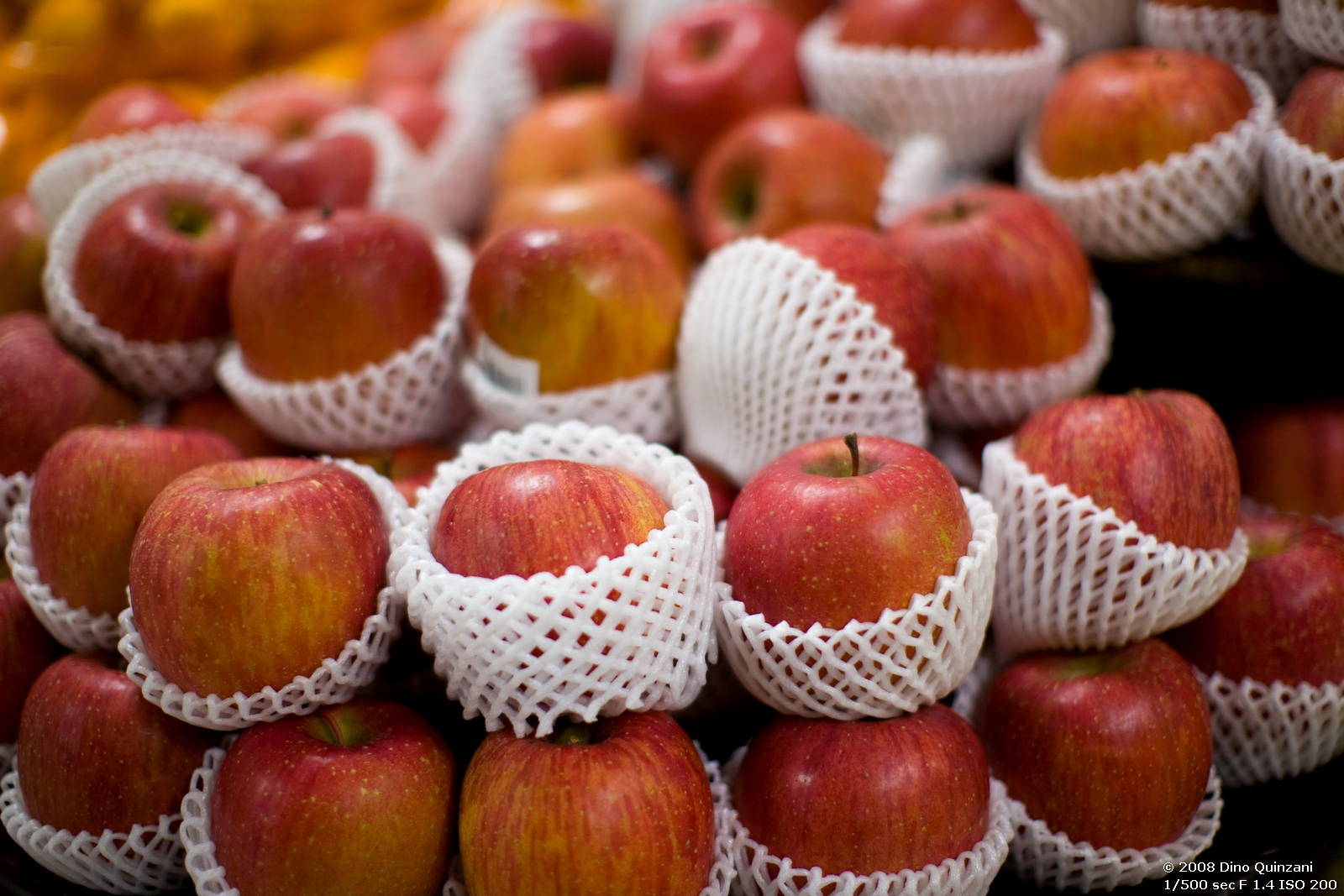
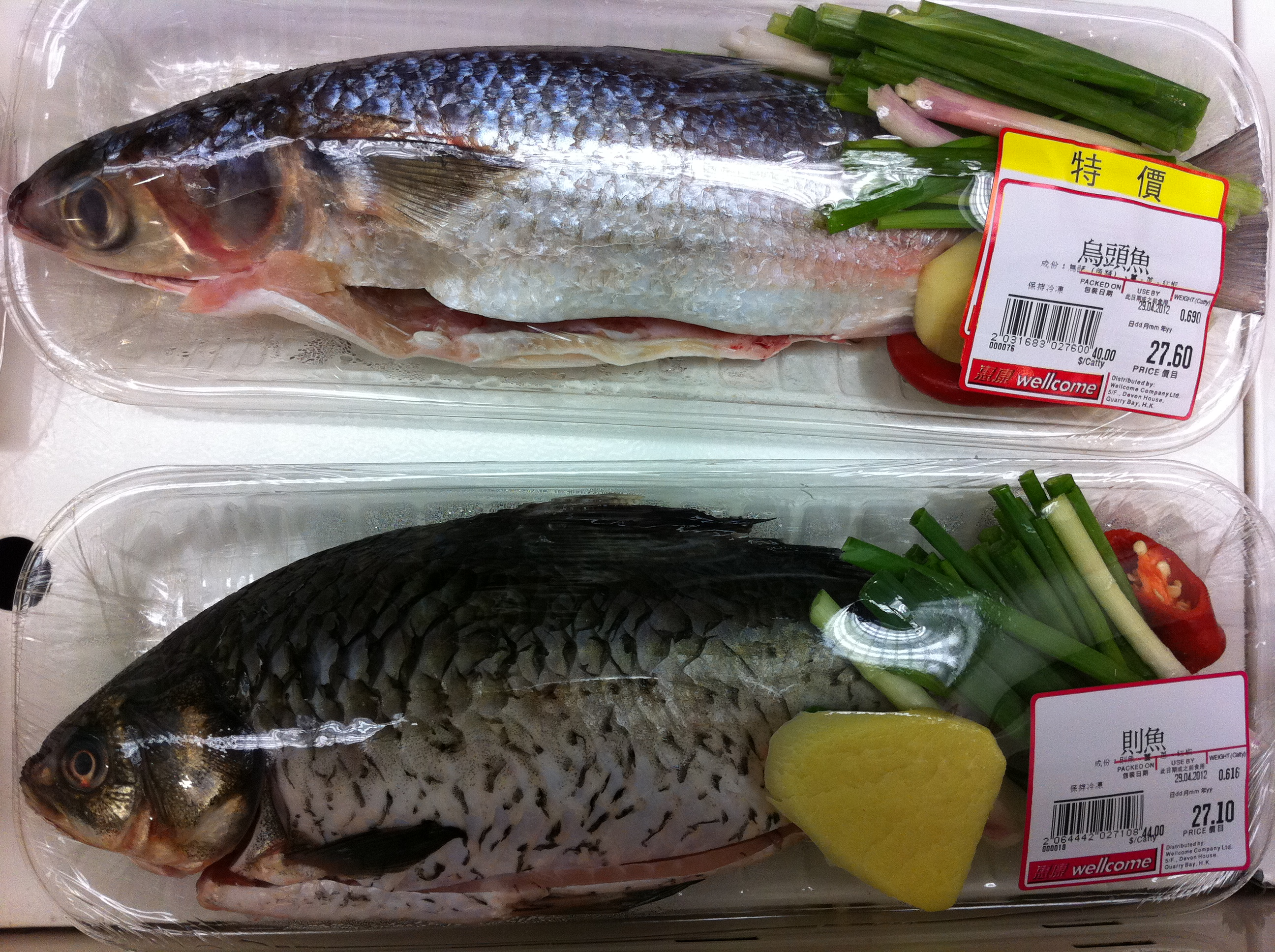
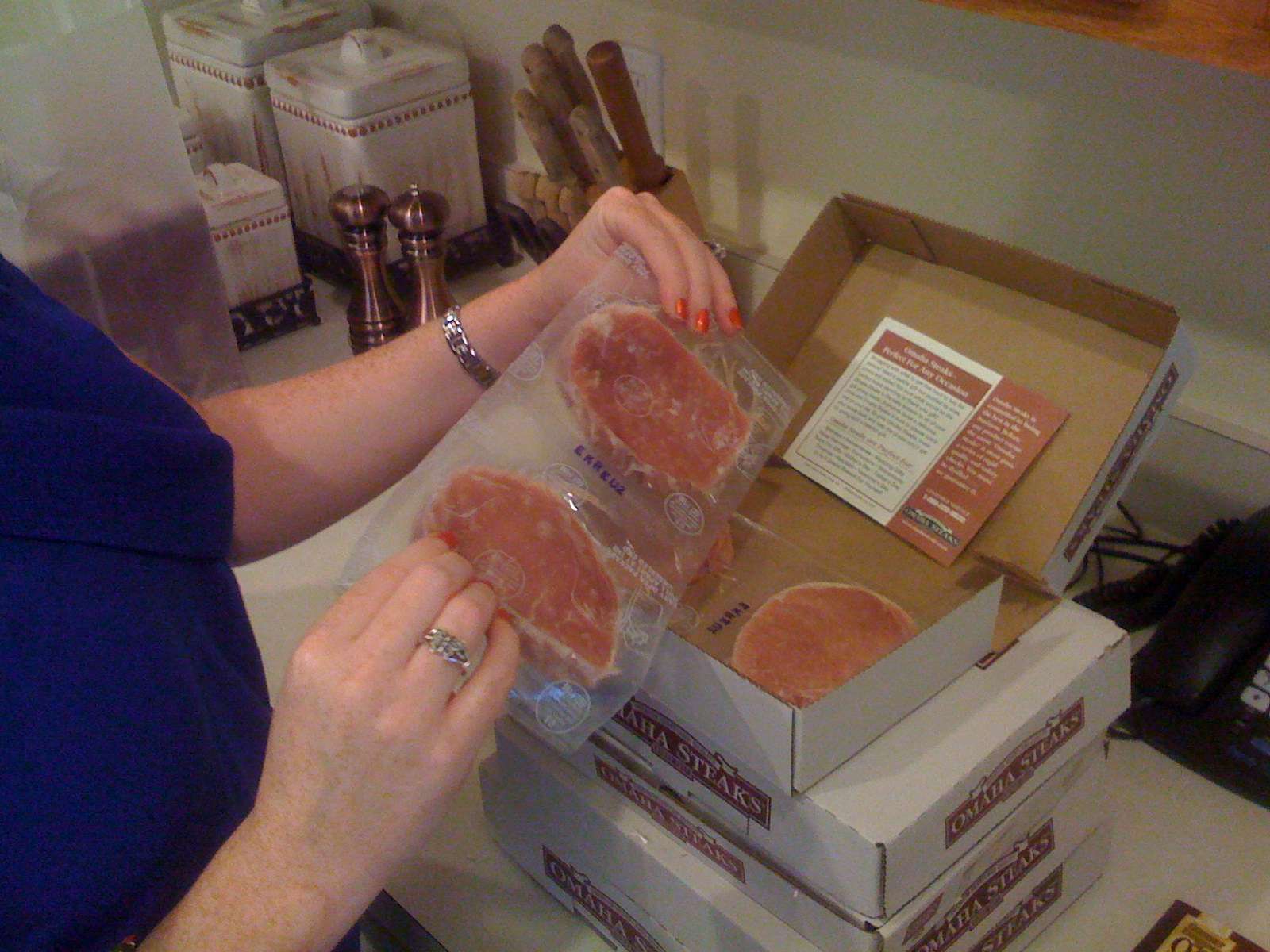
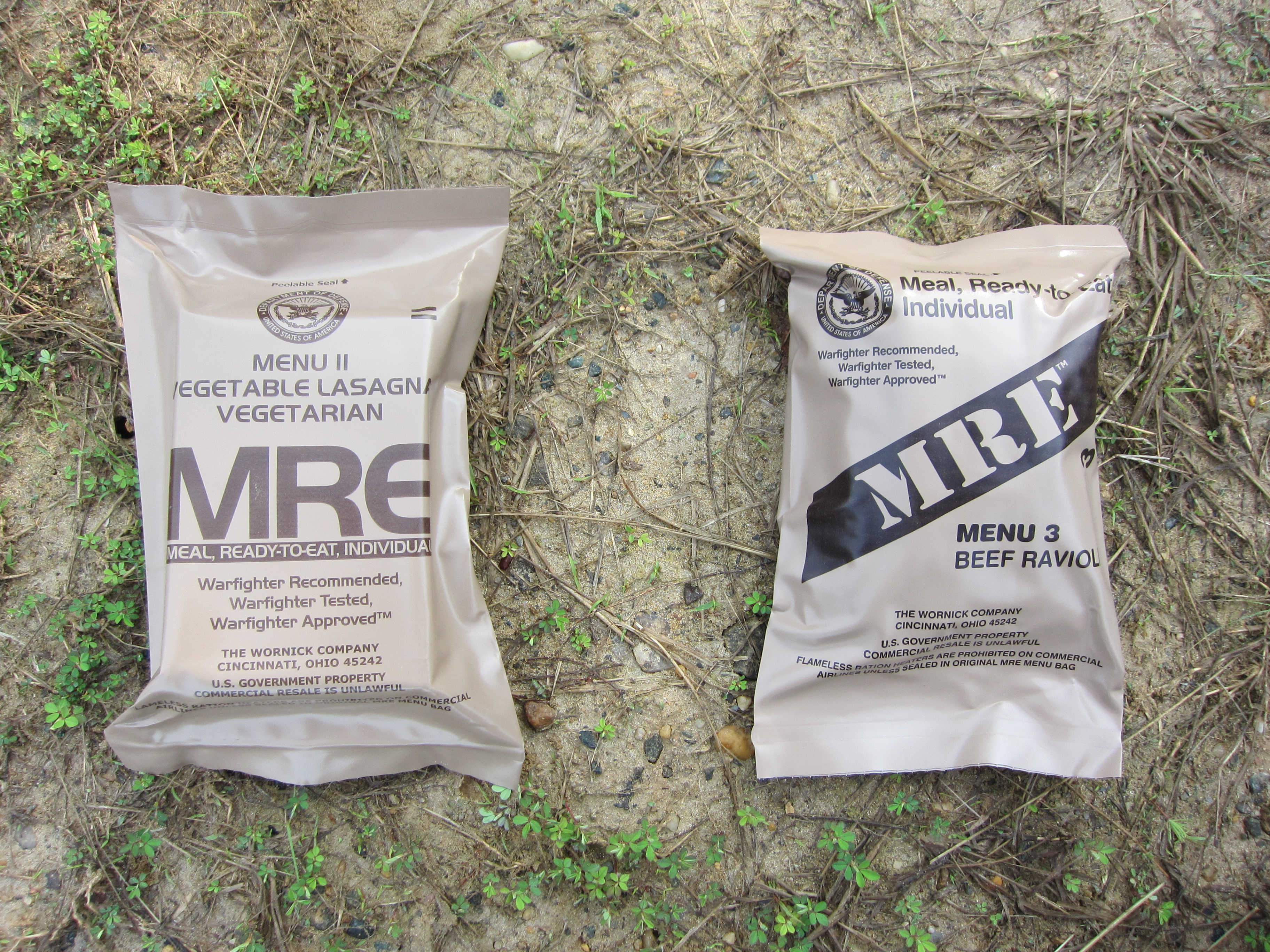
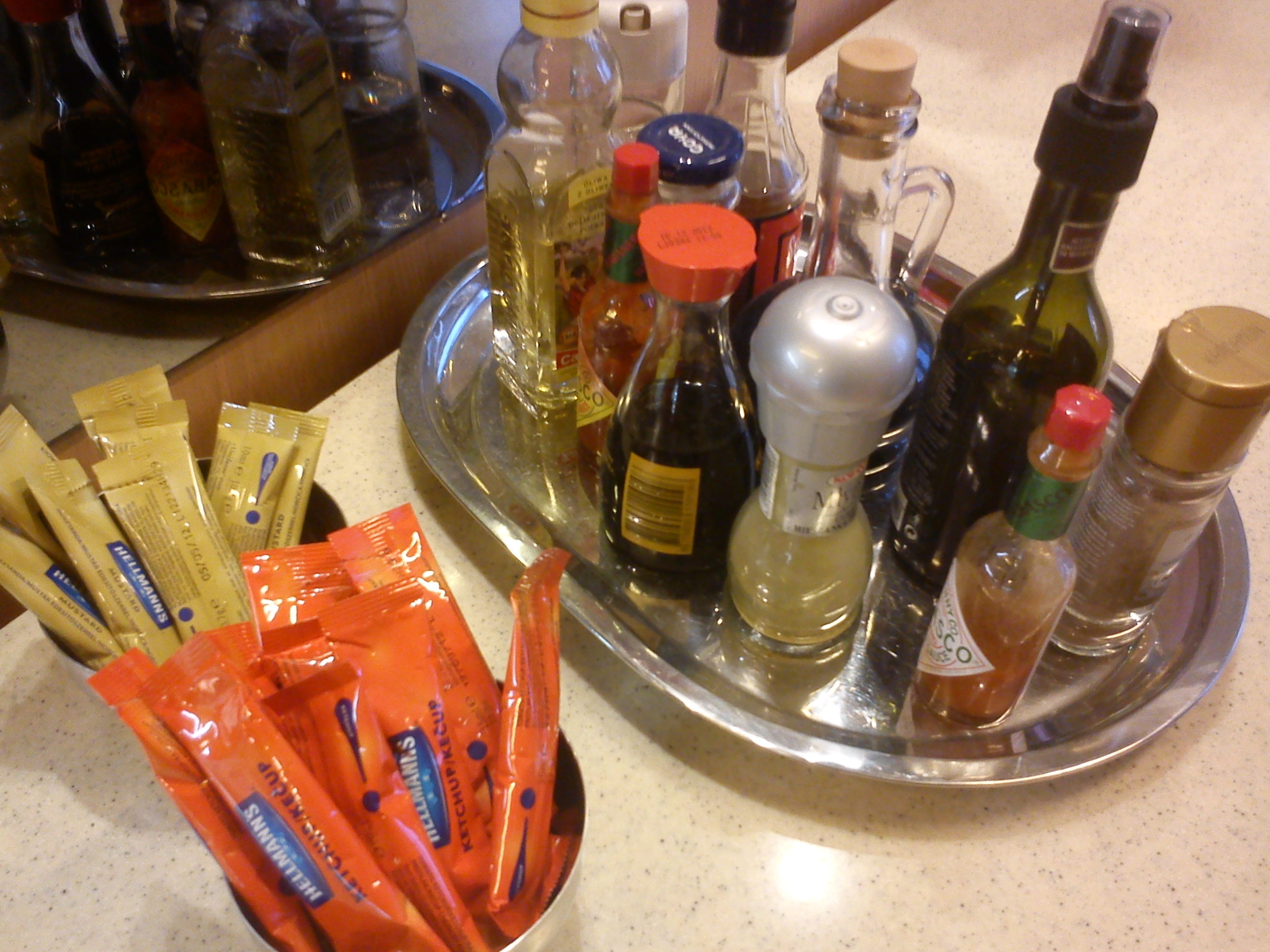
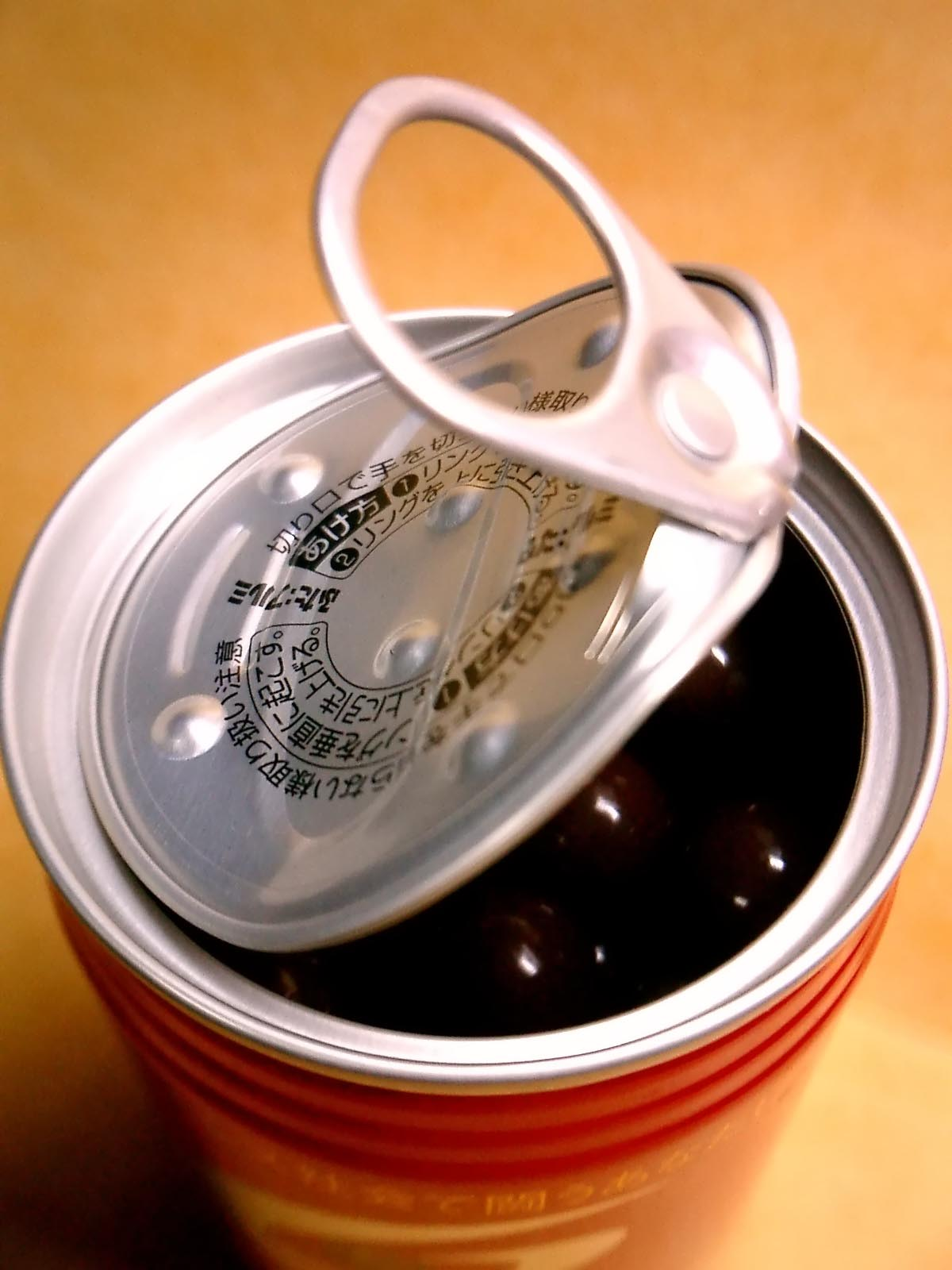
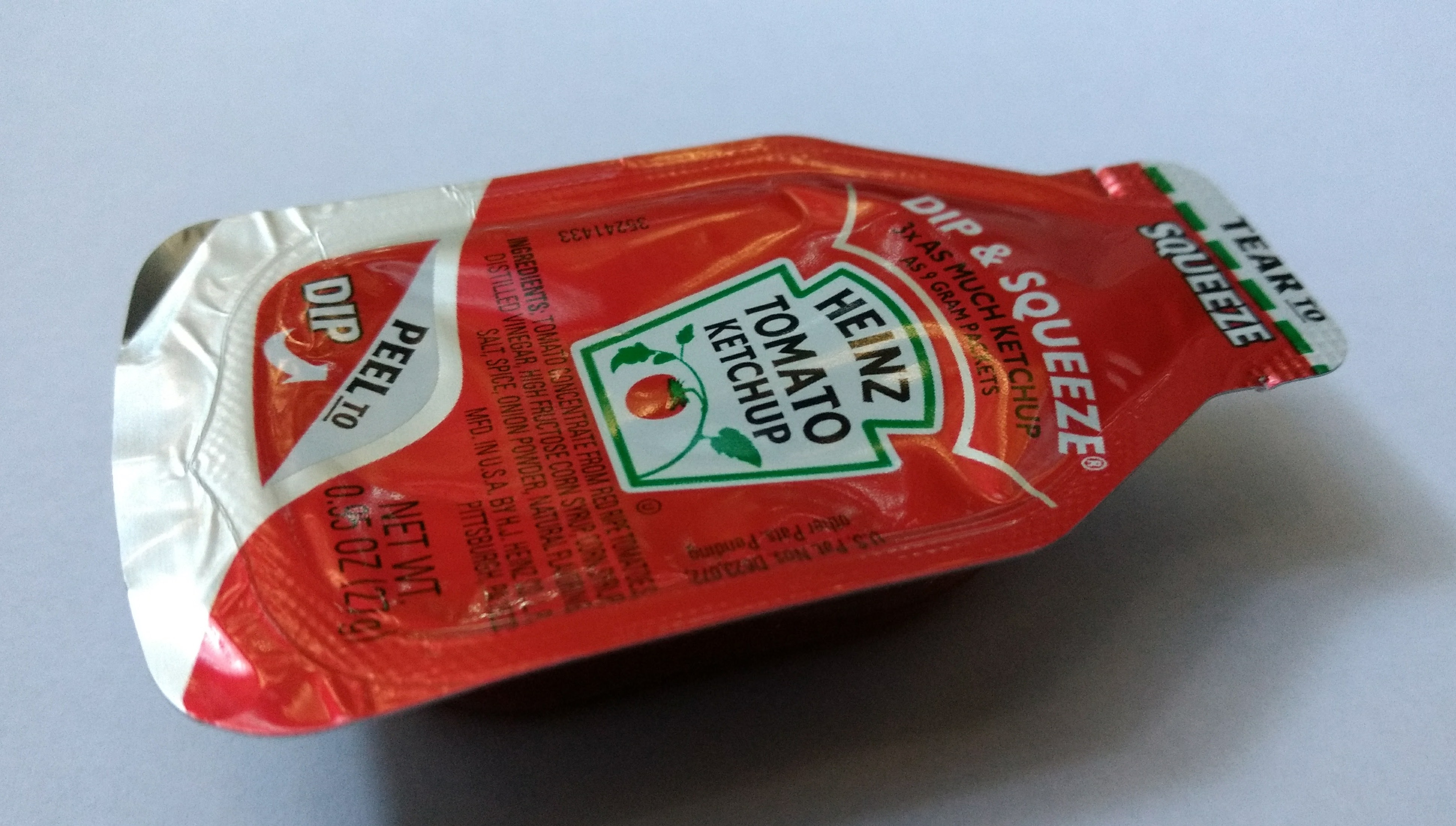
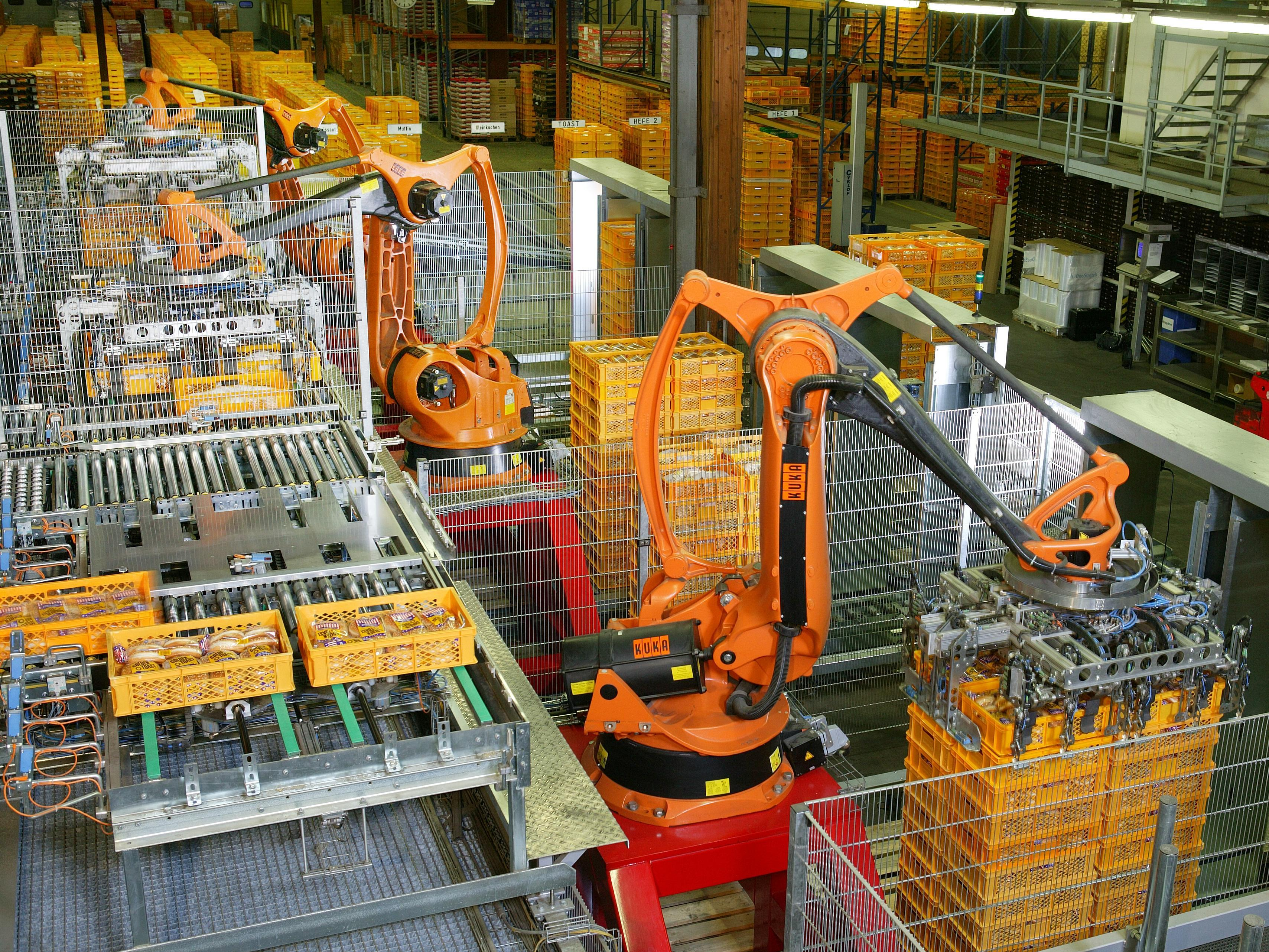
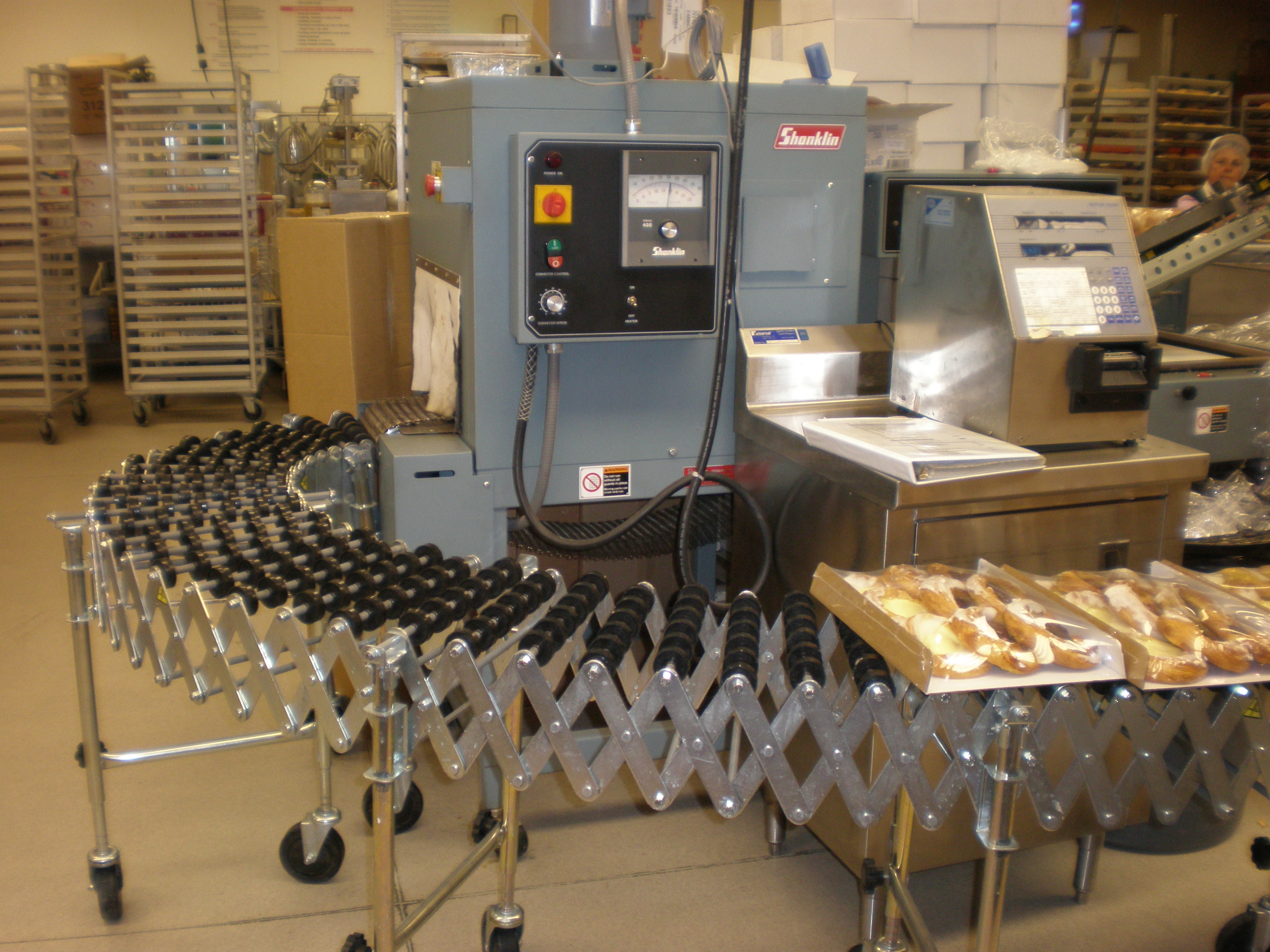
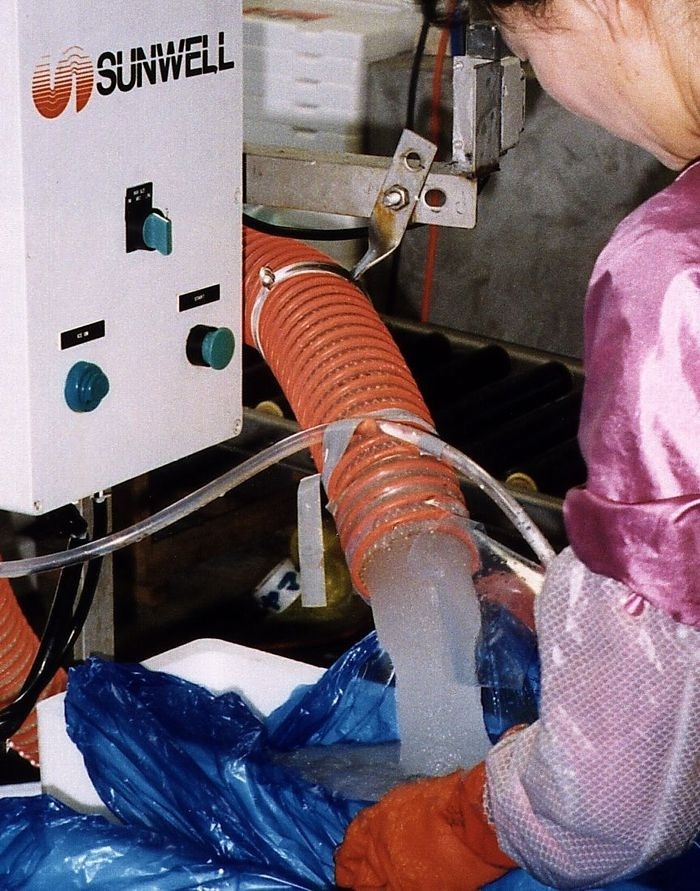
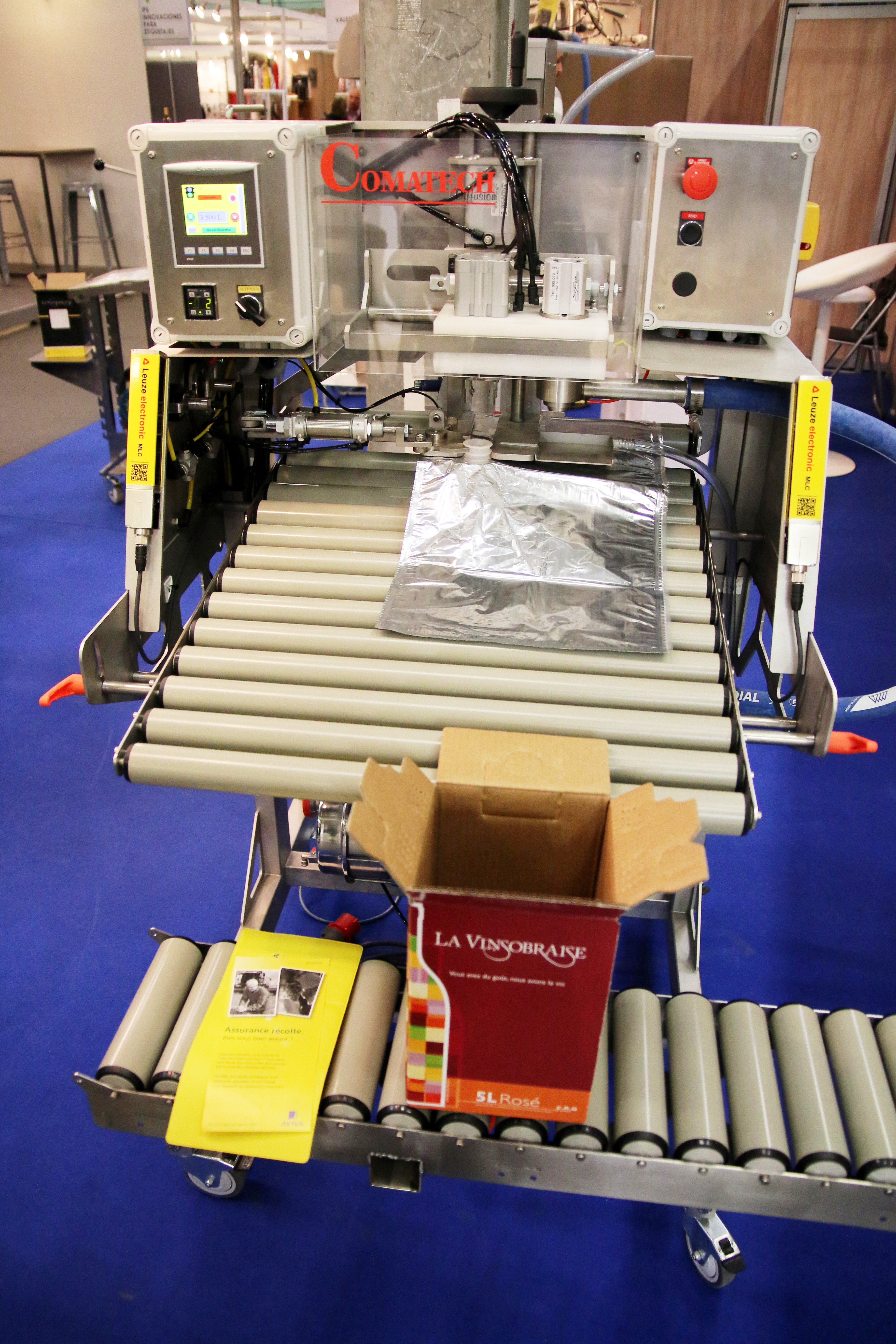